# Żędowice
Żędowice est une localité polonaise de la gmina de Zawadzkie, située dans le powiat de Strzelce en voïvodie d'Opole.